# Goleško Vrelo
Vrellë e Goleshit en albanais et Goleško Vrelo en serbe latin (en serbe cyrillique : Голешко Врело) est une localité du Kosovo située dans la commune/municipalité de Lipjan/Lipljan, district de Pristina (Kosovo) ou district de Kosovo (Serbie). Selon le recensement kosovar de 2011, elle compte 336 habitants.

## Démographie

### Évolution historique de la population dans la localité
| 1948 | 1953 | 1961 | 1971 | 1981 | 1991 | 2011 |
| ---- | ---- | ---- | ---- | ---- | ---- | ---- |
| 462  | 471  | 457  | 507  | 457  | 430  | 336  |

|  |

### Répartition de la population par nationalités (2011)
En 2011, les Albanais représentaient 78,27 % de la population et les Ashkalis 18,45 %.